# Kabinett Kirkilas

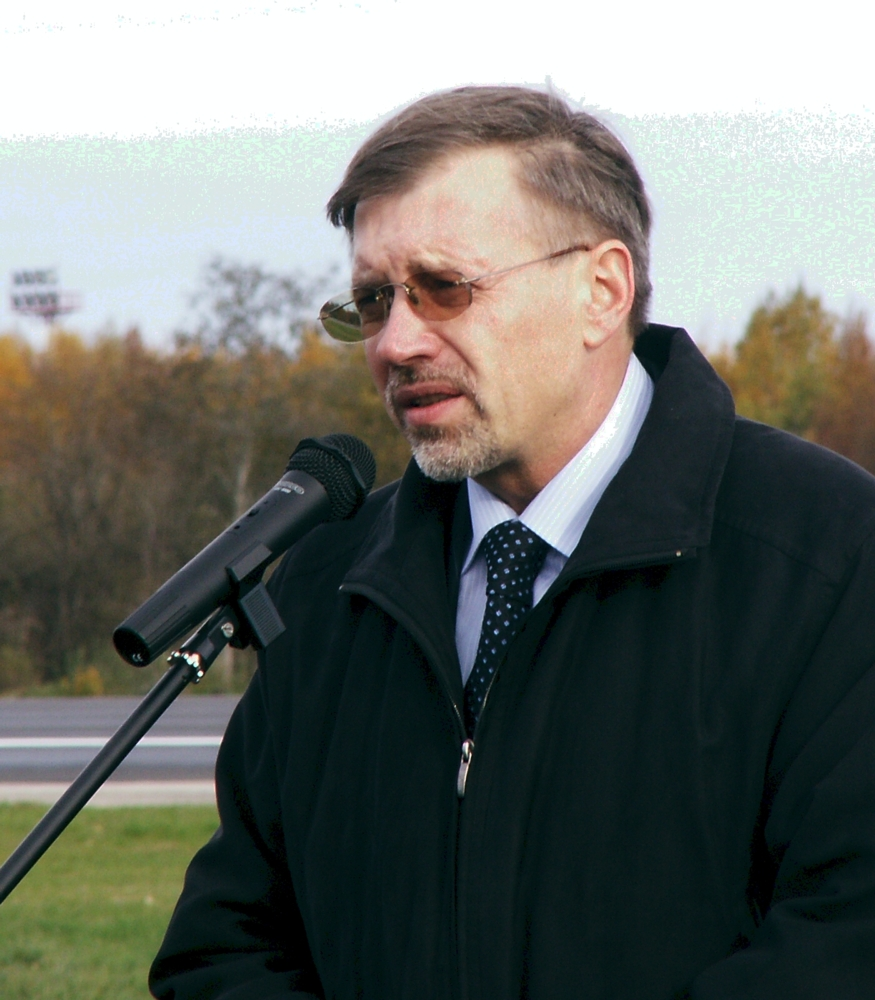
Gediminas Kirkilas

Das Kabinett Kirkilas amtierte von 2006 bis 2008 und war die 14. litauische Regierung seit 1990.

## Geschichte
Gediminas Kirkilas wurde 2006 Premierminister. Das Regierungsprogramm wurde vom Seimas bestätigt und die Regierung wurde am 18. Juli 2006 vereidigt. Die neue Regierung wurde nach der Parlamentswahl in Litauen 2004 gebildet. Die Koalitionspartner waren LSDP, Pilietinės demokratijos partija (PDP), LVLS und LiCS, ab 2008 auch Naujoji Sąjunga (NS).

## Zusammensetzung
| Ressort                  | Person                       | Partei | Zeit              | Zeit              |
| Ressort                  | Person                       | Partei | von               | bis               |
| ------------------------ | ---------------------------- | ------ | ----------------- | ----------------- |
| Premier                  | Gediminas Kirkilas           | LSDP   | 18. Juli 2006     | 9. Dezember 2008  |
| Bildung und Wissenschaft | Roma Žakaitienė              | LSDP   | 18. Juli 2006     | 27. Mai 2008      |
| Bildung und Wissenschaft | Algirdas Monkevičius         | NS     | 27. Mai 2008      | 9. Dezember 2008  |
| Finanzen                 | Zigmantas Balčytis           | LSDP   | 18. Juli 2006     | 16. Mai 2007      |
| Finanzen                 | Rimantas Šadžius             | LSDP   | 16. Mai 2007      | 9. Dezember 2008  |
| Wirtschaft               | Vytas Navickas               | LVLS   | 18. Juli 2006     | 9. Dezember 2008  |
| Verkehr                  | Algirdas Butkevičius         | LSDP   | 18. Juli 2006     | 9. Dezember 2008  |
| Kultur                   | Jonas Jučas                  | LiCS   | 18. Juli 2006     | 9. Dezember 2008  |
| Verteidigung             | Juozas Olekas                | LSDP   | 18. Juli 2006     | 9. Dezember 2008  |
| Soziales und Arbeit      | Vilija Blinkevičiūtė         | LSDP   | 18. Juli 2006     | 9. Dezember 2008  |
| Landwirtschaft           | Kazimiera Prunskienė         | LVLS   | 18. Juli 2006     | 9. Dezember 2008  |
| Innen                    | Raimondas Šukys              | LiCS   | 18. Juli 2006     | 10. Dezember 2007 |
| Innen                    | Algirdas Butkevičius (komm.) | LSDP   | 10. Dezember 2007 | 17. Dezember 2007 |
| Innen                    | Regimantas Čiupaila          | LiCS   | 17. Dezember 2007 | 9. Dezember 2008  |
| Äußeres                  | Petras Vaitiekūnas           | LVLS   | 18. Juli 2006     | 9. Dezember 2008  |
| Justiz                   | Petras Baguška               | LSDP   | 18. Juli 2006     | 9. Dezember 2008  |
| Umwelt                   | Arūnas Kundrotas             | LSDP   | 18. Juli 2006     | 31. Januar 2008   |
| Umwelt                   | Artūras Paulauskas           | NS     | 31. Januar 2008   | 9. Dezember 2008  |
| Gesundheit               | Rimvydas Turčinskas          | LSDP   | 18. Juli 2006     | 28. Juni 2008     |
| Gesundheit               | Vilija Blinkevičiūtė (komm.) | LSDP   | 28. Juni 2008     | 14. Juli 2008     |
| Gesundheit               | Gediminas Černiauskas        | LSDP   | 14. Juli 2008     | 9. Dezember 2008  |